# Exapostilarion
Exapostilarion (řecky ἐξαποστειλάριον, pl. ἐξαποστειλάρια – exapostilaria) je hymnus nebo skupina hymnů zpívaných ve východních církvích (pravoslavné a řeckokatolické) na konci kánonu v samém závěru jitřní liturgie. Exapostilarion ze zpívá po malé ektenii, která následuje po IX. ódě kánonu.